# Fairmont Royal York
El Fairmont Royal York, antiguamente Royal York, es un gran hotel histórico situado en Downtown Toronto, Canadá, en 100 Front Street West. Inaugurado el 11 de junio de 1929, el Royal York fue diseñado por Ross and Macdonald junto con Sproatt and Rolph y construido por el Canadian Pacific Railway frente a la Union Station de Toronto. Con 28 plantas, este edificio de estilo château fue el más alto de Toronto cuando se construyó, y el más alto del Imperio Británico hasta la construcción de la Canadian Bank of Commerce Tower en King Street el año siguiente. Las pasarelas subterráneas que conectan el hotel con la Royal Bank Plaza y Union Station forman parte del sistema de pasadizos peatonales PATH.

## Historia

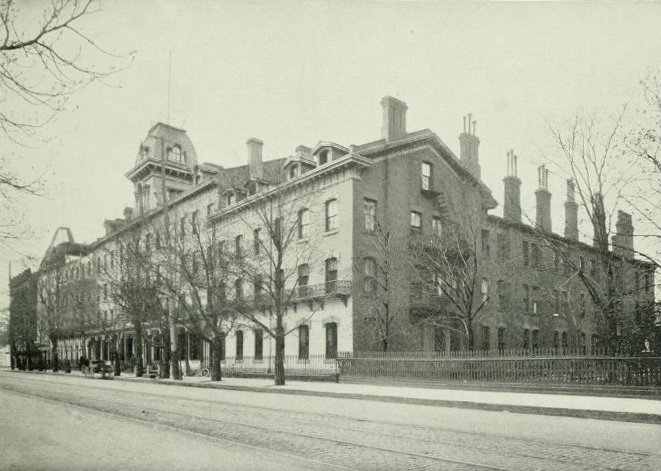
El antiguo Queen's Hotel, demolido para permitir la construcción del Royal York.

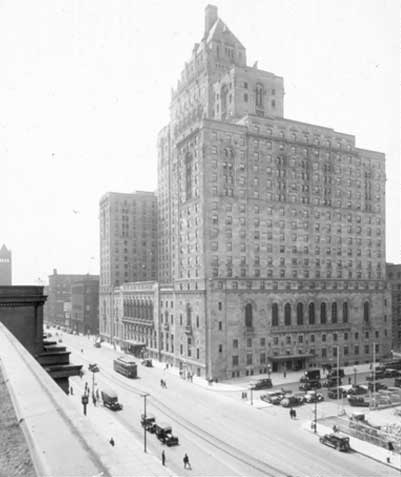
El Royal York en torno a 1930.

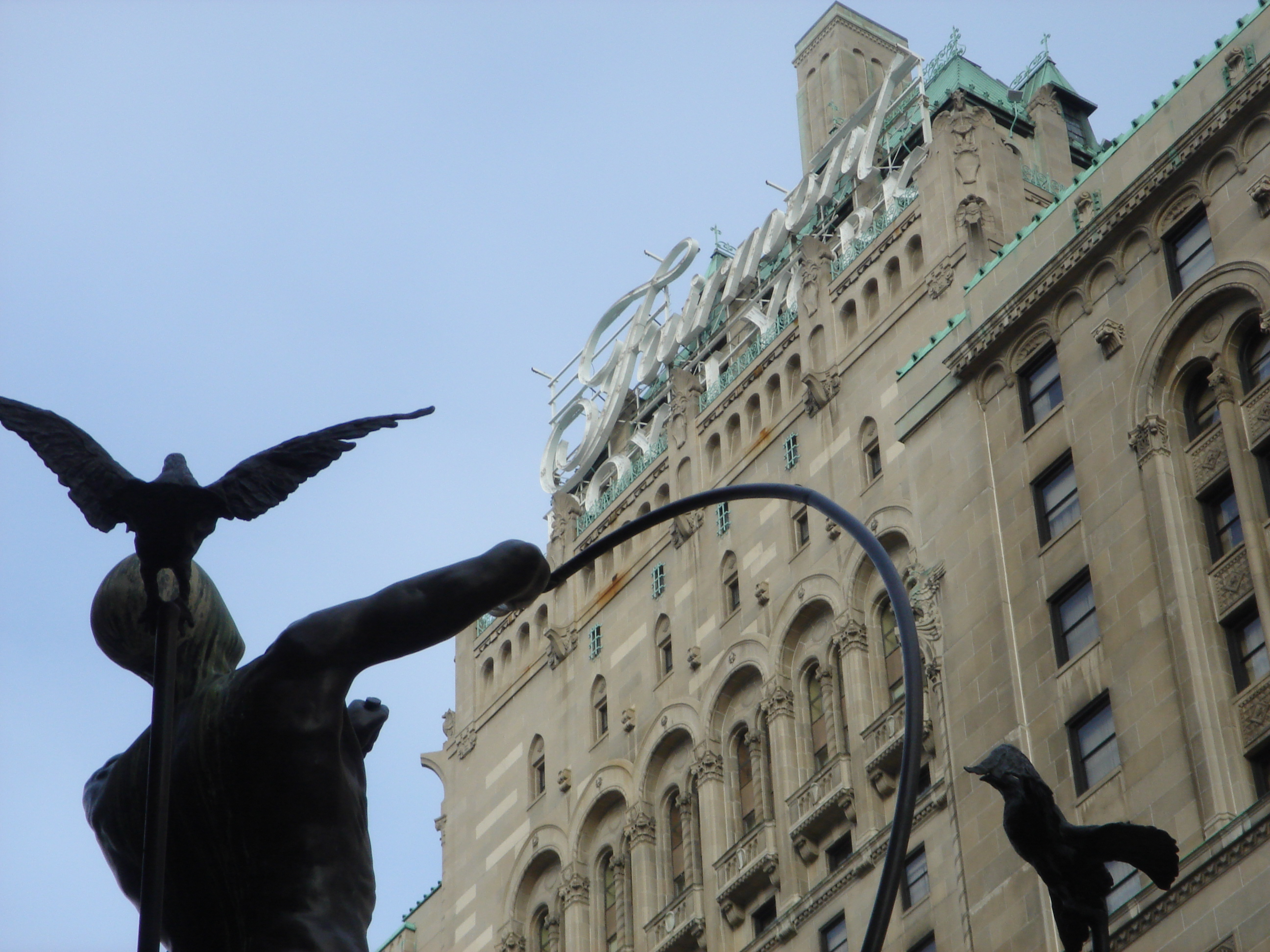
El exterior del Royal York.

El Royal York es el tercer hotel y uno de varios establecimientos que ha ocupado esta parcela. En 1843, el Capitán Thomas Dick construyó la Ontario Terrace en esta parcela. Consistía en cuatro casas de ladrillo, y fue ocupada posteriormente por el seminario Knox College.
Tras su renovación en 1853, el edificio fue transformado en un hotel llamado Sword's Hotel, y fue renombrado Revere Hotel después de un cambio de propiedad en 1860. Thomas Dick compró el edificio de nuevo en 1862, lo renovó, y lo llamó Queen's Hotel.
Posteriormente, el Queen's Hotel fue adquirido por Thomas McGaw y Henry Winnett, hoteleros del Alto Canadá, que eran también propietarios del Queen's Royal Hotel en Niagara on the Lake. Tras la muerte de McGaw en 1901, Winnett compró la parte de propiedad de McGaw en sus hoteles. Después de que Winnett muriera en 1925, sus herederos vendieron el Queen's Hotel al Canadian Pacific Railway (CPR), dirigido por el entonces presidente Sir Edward Wentworth Beatty.
Posteriormente, Canadian Pacific anunció su intención de demoler el Queen's Hotel para construir el hotel más grande del Imperio Británico en su parcela. Antes de su demolición, el Queen's Hotel era considerado «uno de los hoteles más grandes y cómodos del Dominio de Canadá».
La construcción del nuevo hotel empezó en 1927 y se completó en 1929. El hotel, llamado Royal York, era muy vanguardista para su época, con diez ascensores para alcanzar las veintiocho plantas del edificio, y con radios, duchas y bañeras privadas en cada una de sus 1048 habitaciones. La centralita telefónica tenía 20 metros de longitud, y en ella trabajaban 35 operadores. Otras instalaciones con las que contaba eran un banco, un campo de golf y una gran Sala de Conciertos equipada con un impresionante órgano fabricado por la empresa Casavant Frères. Con cinco teclados y ciento siete registros, era el órgano más grande de Canadá. La construcción del nuevo hotel costó 16 millones de dólares.
El edificio fue inaugurado oficialmente el 11 de junio de 1929 por Lord Willingdon en «uno de los eventos sociales más deslumbrantes de la historia de Toronto». El Toronto Board of Trade ofreció un almuerzo en el salón de banquetes del hotel para E.W. Beatty y el Consejo de Administración del Canadian Pacific Railway. Después del almuerzo, el Gobernador General se registró como el primer huésped del hotel. Durante la tarde, los guías mostraron a los huéspedes el hotel. El día terminó con un baile de apertura a las 9 PM, que contó con la asistencia de más de 2300 personas. Varios políticos y otras personas notables de Canadá y los Estados Unidos asistieron a la inauguración del hotel, que apareció en primera plana en la Montreal Gazette el 12 de junio de 1929.
Cuando se inauguró, el hotel tenía 1840 metros cuadrados de suelo de linóleo canadiense. Entre 1930 y 1936 funcionó una estación de radio desde el hotel. Sus siglas eran CPRY (de «Canadian Pacific Royal York»). Emitidos desde la Imperial Room, los programas de la CPRY eran escuchados por todo el país.
El hotel fue ampliado entre 1956 y 1957 con la construcción del ala este, que elevó el número total de habitaciones a 1600.
El hotel se sometió a un extenso programa de renovación entre 1972 y 1973 para modernizar su imagen. Llamado Royal York Revelation, el proyecto fue supervisado por los arquitectos Webb Zerafa Menkes Housden (que también diseñaron el Royal Bank Plaza situado junto al hotel). La renovación cortó un agujero en el vestíbulo de la planta principal para una escalera espiral, cubrió los pilares de mármol del vestíbulo con paneles de madera, colgó apliques modernos y una lámpara de araña y sustituyó las alfombras.
Desde 1988 hasta 1993, el Royal York se sometió a una nueva restauración de 100 millones de dólares que devolvió al hotel su elegancia original. Se renovaron las habitaciones y los espacios públicos, al mismo tiempo que se añadieron nuevos servicios, incluido un gimnasio, una piscina olímpica, y el primer American Express Travel Service Centre. En 2015 el hotel tenía seis restaurantes.
Una de los elementos más importantes del hotel era la Imperial Room, un club nocturno que atrajo a los mejores músicos entre los años cuarenta y los años noventa, incluidos Marlene Dietrich, Tony Bennett, Peggy Lee, Ray Charles, Liberace y Tina Turner. La Imperial Room cerró durante la renovación de los años noventa, y fue transformada en un gran salón de baile y sala de reuniones.
En junio de 2008, el Royal York instaló tres colmenas en la terraza de la azotea de la planta catorce para servir a su jardín propio, que proporciona a sus restaurantes hierbas frescas, verduras y flores. Aproximadamente 350 000 abejas producen varios cientos de kilos de miel cada año, unos 400 en 2011.
El 28 de octubre de 2014, se anunció que el hotel atravesaría otra ronda de renovaciones tras una reorganización de su propiedad.

## Reconocimiento
El hotel ha sido la residencia escogida por la Reina Isabel II y otros miembros de la familia real canadiense cuando están en Toronto. Usualmente, se reserva una planta entera para la Reina y su séquito, y ella ocupa la Royal Suite.
El hotel está reconocido como parte del Union Station Heritage Conservation District bajo el Ontario Heritage Act promulgado por el Ayuntamiento de Toronto el 27 de julio de 2006.